# تیری فرمون
تیری فرمون (فرانسوی: Thierry Frémont‎؛ زادهٔ ۲۴ ژوئیهٔ ۱۹۶۲) یک هنرپیشه اهل فرانسه است.
از فیلم‌ها یا برنامه‌های تلویزیونی که وی در آن نقش داشته است می‌توان به بچه‌های پاریس، سکوت جوآن، زن اغواگر اشاره کرد.